# Sonya Salomaa
Pour les articles homonymes, voir Salomaa.
Sonya Salomaa est une actrice canadienne née à Sudbury (Ontario).

## Filmographie
- 2003 : House of the Dead : Cynthia
- 2003 : Piège en forêt (Firefight) (téléfilm) : Rachel
- 2004 : Blood Angels, échec aux vampires alias Anges de sang alias Les Esclaves d'un vampire (Thralls) : Lean
- 2004 : La Prophétie du sorcier (télésuite) : la chef prêtresse
- 2005 : The L Word (série télévisée) : Emma
- 2005 : Victime de l'amour (téléfilm) : Ashley
- 2005-2006 : Le Messager des ténèbres (série) : Maya
- 2006 : Hollow Man 2 : Trophy wife
- 2006 : Une séductrice dans ma maison (téléfilm) : Courtney
- 2006 : Le Baby-sitter (The Stranger Game) (téléfilm) : Ellie Glassman
- 2006 : Les Vœux de Noël (All She Wants for Christmas) (téléfilm) : Ashley Aikens
- 2006 - 2007 : Stargate SG-1 : Charlotte Mayfield
- 2007 : La Voleuse de Noël (téléfilm) : Savannah Dove Cooper
- 2007-2009 : Durham County (série) : Tracy Prager
- 2008 : Flash Gordon (série) : Lenu
- 2008 : Mon protégé (téléfilm) : Shannon
- 2009 : Watchmen : Les Gardiens : l'assistante de Veidt
- 2009 : Malibu Shark Attack (téléfilm) : Barb
- 2012 : L'Enfer au paradis : Le Destin tragique d'Alice H. (Secrets of Eden) (téléfilm) : Alice
- 2014 : Hell Town (Cut Bank) de Matt Shakman
- 2017 : The Space Between : Jackie